# Evelin Gerda Lindner
Pour les articles homonymes, voir Lindner.
Evelin Gerda Lindner, née le 13 mai 1954 à Hamelin en Allemagne, est un chercheur transdisciplinaire en sciences humaines et sociales. Elle est titulaire de deux doctorats, un en médecine, et l'autre en psychologie. Elle est auteur de recherches sur la dignité humaine et sur l'humiliation. Elle est la fondatrice et la présidente de Human Dignity and Humliation Studies (Human DHS), une communauté mondiale et transdisciplinaire des scientifiques et des spécialistes qui souhaitent promouvoir la dignité et dépasser l'humiliation.

## Biographie
Evelin Gerda Lindner est née dans une famille évacuée par force de Silésie en 1945 et à cause de ça elle a grandi en Allemagne de l'Ouest. Elle a depuis confirmé que les expériences traumatiques de sa famille ont constitué la base de son travail.
En 1994, elle a obtenu son premier doctorat en médecine (Dr. med.), de l'université de Hambourg, en Allemagne, et en 2001, son deuxième doctorat, en psychologie (psychologie Dr.), de l'université d'Oslo, Norvège. Elle est diplômée en psychologie en 1978, et en médecine en 1984, de l'université de Hambourg et de l'université de Heidelberg. Elle a également étudié le droit et la sinologie à l'université de Francfort, la philosophie à l'université de Hambourg, et a participé dans le programme d'éthique du Conseil norvégien de la recherche du philosophe Dagfinn Føllesdal.
Depuis 1977, Lindner a passé une bonne partie du temps en Norvège, puisqu'elle était mariée avec un Norvégien. Elle a aussi vécu au Caire de 1984 à 1991, où elle a travaillé comme psychologue clinique et conseillère en psychologique à l'université américaine pendant 3 ans, et possédait un cabinet privé pendant 4 ans. Elle a aussi vécu, étudié et recherché en Asie (3 ans au Japon, et en Chine et Thaïlande), en Australie et Nouvelle-Zélande, en Afrique (Afrique de l'Ouest, Somalie, Kenya, Rwanda et Burundi), au Proche-Orient, aux États-Unis, et en Europe (surtout en France, Belgique, et Suisse). En 1993, elle a fondé l'organisation non gouvernementale Better Global Understanding et a organisé un festival pour la paix à Hambourg,. En 1994, elle a été candidate aux élections pour le Parlement européen.
Depuis 2003, elle est affiliée à la Maison des sciences de l'homme à Paris. Depuis 1997, elle a aussi une affiliation avec l'Université d'Oslo, où elle a écrit sa thèse de doctorat de 1997 à 2001. Depuis 2001, elle est aussi affiliée avec l'université Columbia à New York et son Advanced Consortium on Cooperation, Conflict, and Complexity (AC4).
Son premier livre Making Enemies: Humiliation and International Conflict, publié en 2006, a été honoré du titre 'Outstanding Academic Title' du magazine américain Choice en 2007. Elle a publié son second livre en 2009 sur Emotion and Conflict, et son troisième livre sur Gender, Humiliation, and Global Security en 2010. Elle a également écrit de nombreux articles et chapitres de livres, par exemple, pour l'anthologie Folkemordenes svarte bok de Bernt Hagtvet (2008). Elle a reçu plusieurs prix, dont le Prix de la paix "Testament du Prisonnier" en 2009.

## Publications
- Gender, Humiliation, and Global Security: Dignifying Relationships from Love, Sex, and Parenthood to World Affairs, avec une préface de Desmond Tutu, Praeger Security International, ABC-CLIO, 2010  (ISBN 0-313-35485-5)
- Emotion and Conflict: How Human Rights Can Dignify Emotion and Help Us Wage Good Conflict, avec une préface de Morton Deutsch, Praeger Security International, Greenwood, 2009  (ISBN 978-0-313-37237-7)
- Making Enemies: Humiliation and International Conflict, avec une préface de Morton Deutsch, Praeger Security International, Greenwood, 2006  (ISBN 0-275-99109-1)
- The Psychology of Humiliation. Somalia, Rwanda / Burundi, and Hitler’s Germany, University of Oslo (dissertation, dr. psychol.), 2001  (ISBN 82-569-1817-9)
- Lebensqualität im ägyptisch-deutschen Vergleich: Eine Interkulturelle Untersuchung an drei Berufsgruppen (Ärzte, Journalisten, Künstler), Universität Hamburg (dissertation, dr. med.), 1993